# Murshidabad

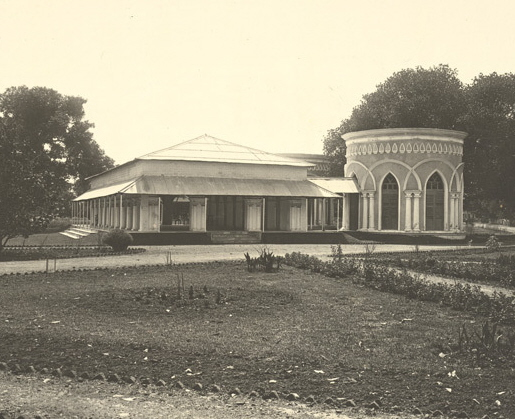
Trädgård i Murshidabad, 1904.

Murshidabad är en stad i den indiska delstaten Västbengalen, och är huvudort för ett distrikt med samma namn. Folkmängden uppgick till 44 019 invånare vid folkräkningen 2011. Hos lokalbefolkningen är staden även känd under namnet Ingrez Bazaar. Staden utgjorde huvudstad för de sista självständiga nawaberna av Bengalen.